# Dune Drifter
Dune Drifter è un film del 2020 diretto da Marc Price.

## Trama
Una giovane pilota di caccia stellari e la sua mitragliera vengono colpiti ed abbattuti ed approdano su un pianeta nelle vicinanze. Qui mette in salvo e lascia in una tenda la sua mitragliera, mentre a lei rimangono due giorni di ossigeno.

## Distribuzione
Il film è stato distribuito nelle sale cinematografiche statunitensi a partire dal 24 ottobre 2020.